# 小行星6613
小行星6613（英語：6613 Williamcarl）是一颗围绕太阳公转的小行星。1994年6月2日，C. W. Hergenrother在卡特林那发现了此天体。
这颗小行星的绝对星等为90.03434等。